# Fysiske bindinger
|  | Dublet Denne artikel handler om det samme som Intermolekylær kraft. (Diskutér artiklen) |

Fysiske bindinger, er bindinger mellem molekyler. Fx er der fysiske bindinger mellem H2O molekylerne i et glas vand. Der findes flere forskellige typer af fysiske bindinger, som redegøres for længere nede.
Fysiske og kemiske bindinger er ikke det samme. Kemiske bindinger omhandler bindinger mellem atomerne i et stof (se evt. kemisk binding).
London-bindinger blev opdaget af den tysk-amerikanske fysiker Fritz London, hvoraf navnet London stammer fra.

## Forskellige fysiske bindinger
Nedenfor er redegjort for de fysiske bindinger. Disse er oplistet i aftagende styrke, dvs. den stærkeste binding står øverst:
1. Hydrogen-bindinger. Hydrogenbindinger dannes mellem to molekyler der begge indeholder de meget elektronegative N, O og F: A-H∙∙∙B, hvor A og B er nitrogen, oxygen eller fluor.Der dannes altså hydrogen-bindinger hvis der er tale om fx en OH-gruppe. Fx vil der dannes hydrogen-bindinger mellem H2O og C12H22O11 (saccharose, populært kaldet sukker).
2. Ion-dipol-binding. En ion-dipol-binding er en binding mellem fx NaCl og H2O. I eksemplet vil Na+-ionen tiltrække vandets O-atom, idet dette er negativt ladet. Cl--ionen vil derimod tiltrække H-atomerne i vandmolekylet da disse er positivt ladede.
3. Dipol-dipol-binding. En dipol-dipol-binding er en fysisk binding mellem molekyler der har en positiv og en negativ ende. Vand, H2O danner bl.a. dipol-dipol-bindinger mellem hinanden, selvom at man skulle tro dette ville danne hydrogen-bindinger. Men vand er altså et special tilfælde af hydrogen-bindinger
4. London-bindinger. En london-binding dannes hvor ovenstående bindinger ikke dannes. Det er fx mellem kulbrinter, altså molekyler kun indeholdende C- og H-atomer. Er der tilmed en OH-gruppe på, som i fx ethanol (C2H5OH), vil dette molekyle altså også være i stand til at danne hydrogen-bindinger. Hvis to ethanol molekyler blandes indbyrdes vil der dannes hydrogen-bindinger mellem disse.

## Blandbarhed
Hvis to molekylder, vi kunne tage vand (H2O) og køkkensalt (NaCl), skal blandes, er det en forudsætning, at styrken af de fysiske bindinger mellem de to molekyler, ikke er væsentlig svagere end de fysiske eller kemiske bindinger mellem molekylerne indbyrdes. Ved vores eksempel med vand og køkkensalt, vil der dannes ion-dipol-bindinger, da denne type af fysiske bindinger er stærkere end de dipol-dipol-bindinger der holdt vandmolekylerne sammen og de ion-bindinger der holdt saltkrystallerne sammen.
Havde vi derimod prøvet at blande propan-i-ol (C3H7OH) og kaliumpermanganat (KMnO4), ville disse ikke kunne blandes. Dette ville de ikke kunne, da de fysiske bindinger mellem molekylerne ikke var stærke nok til, at bryde kaliumpermanganats ion-bindinger.